# Acanthermia hebes
Acanthermia hebes är en fjärilsart som beskrevs av William Schaus 1914. Acanthermia hebes ingår i släktet Acanthermia och familjen nattflyn. Inga underarter finns listade i Catalogue of Life.